# إنو إكس بوكو إس إس
إنو إكس بوكو إس إس (بالإنجليزية: Inu × Boku SS) هي سلسلة مانغا يابانية نشرت من قبل غانغان كوميكس في أبريل 2009 حتى فبراير 2014 وتم جمعها في 11 تانكوبون وتم تحويلها لمسلسل أنمي من إنتاج ديفيد برودكشن عرض في يناير حتى مارس 2021.